# Tartare (mythologie)
Pour les articles homonymes, voir Tartare.
 (décembre 2021).
Si vous disposez d'ouvrages ou d'articles de référence ou si vous connaissez des sites web de qualité traitant du thème abordé ici, merci de compléter l'article en donnant les références utiles à sa vérifiabilité et en les liant à la section « Notes et références ».
Dans la mythologie grecque, le Tartare (en grec ancien Τάρταρος / Tártaros) est un abîme profond, clos dans une triple enceinte d’airain, où sont tourmentés les pécheurs et où sont emprisonnés les Titans. On y accède par un seuil de bronze et une porte de fer.
Dans la cosmogonie grecque primitive, comme dans la Théogonie d'Hésiode, Tartare est un dieu primordial, l'un des premiers êtres aux côtés du Chaos et de Gaïa (la Terre).

## Généalogie et famille
Selon Hésiode, Tartare a émergé du Chaos primordial après Gaïa (la Terre) et avant Nyx (la nuit). De son union avec Gaïa, il est le père d'un garçon (Typhon) et d'une fille (Échidna).
Hyginus, dans Fabulae (de), écrit qu'il est le père du Géant Théodamas.

## Mythe
Le Tartare apparaît dans le Gorgias de Platon (v. 400 av. J.-C.). C'est une région aride, brumeuse et monotone, avec parfois des étangs glacés, des lacs de soufre ou de poix bouillante entouré d'une rivière de feu. L’endroit est entouré par des fleuves aux eaux boueuses et des marécages à l’odeur nauséabonde qui forment un rempart afin que nulle âme n’échappe à sa peine. La distance du Tartare jusqu’à la surface est égale à celle qui sépare les cieux de la surface. Dans cette vaste région s'élève également le palais d’Hadès, pourvu de nombreuses portes et peuplé d’autels innombrables.
Campé en est originellement la gardienne, elle personnifie le Tartare, l’endroit le plus bas du monde souterrain.
Le Tartare soutient en outre les fondements des terres et des mers.
Tartare (Tartarus chez les Romains) est également un dieu primitif issu du Chaos. Son corps est représenté par la région du Tartare qui abrite les plus grands criminels (exemples similaires : Gaïa, Ouranos, Pontos). Avec Gaïa, il serait le père de Typhon. Selon Apollodore, ils seraient aussi les parents de Échidna, l'épouse de Typhon.

## Chez Homère

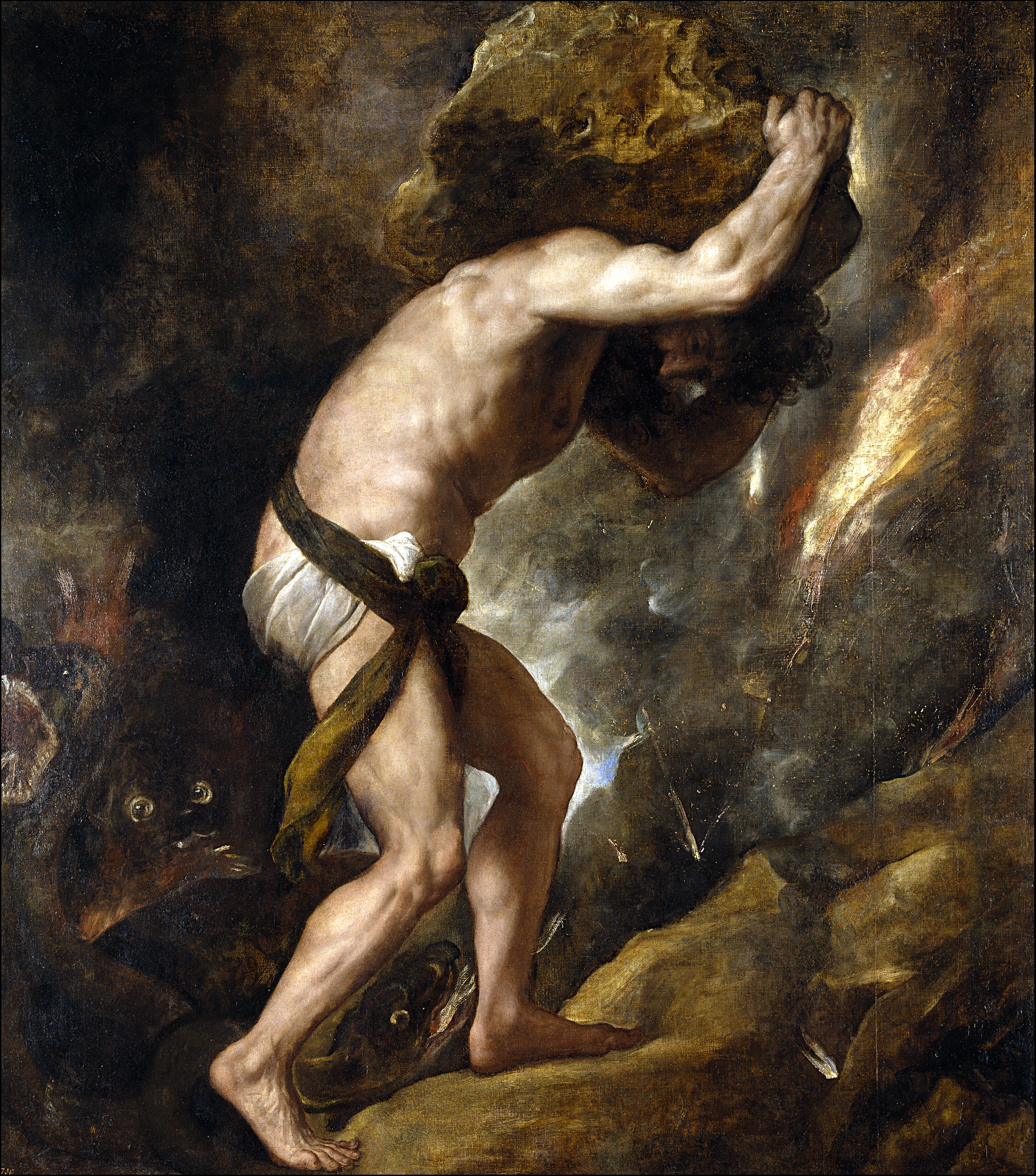
détail du Sisyphe de Titien, huile sur toile, 1548-1549, museo del Prado.

Dans l’Iliade, Homère mentionne le Tartare à propos des Titans. C’est la prison de tous les anciens dieux qui s’étaient opposés aux Olympiens comme les Titans (emprisonnés par Zeus à l’issue de la Titanomachie) et les Géants.
Homère le décrit comme l’endroit le plus profond des Enfers, là où les criminels célèbres reçoivent leur punition (les Danaïdes, Ixion, Sisyphe, Tantale, etc.). Sa profondeur en fait la fondation de l'univers.

### Lieu de châtiment
Le Tartare passe pour une prison située sous ou dans les Enfers, protégée par un triple rempart d’airain autour duquel coule le Phlégéthon et bouclée par une porte en fer fabriquée par Poséidon. Ceux qui ont péché durant leur vie (notamment envers les dieux) sont condamnés à y subir des châtiments éternels. Dans son Économique, Xénophon représente Tantale dans les Enfers comme quelqu’un sans cesse tourmenté par la peur de mourir une fois de plus, et Platon fait remarquer dans son dialogue intitulé Gorgias que l’on ne retrouve que des criminels et meurtriers puissants dans le Tartare, mais non de simples mortels, si méprisables soient-ils.
Y sont notamment enfermés Tantale, Sisyphe, Ixion, Tityos, les Danaïdes, les Titans, les Hécatonchires (deux fois : une fois par Ouranos puis par son fils Cronos ; après la Titanomachie, Zeus les y renvoie mais cette fois en tant que gardiens) et les Aloades. Les cyclopes y sont aussi enfermés aussi une fois par Ouranos puis libéré par Cronos qui les y remet quand il prend le pouvoir. Finalement, c'est Zeus qui les libére définitivement lors de la Titanomachie.
Les punitions infligées dépendent du crime commis.
Le Tartare est parfois confondu avec les Enfers du christianisme et opposé aux Champs-Elysés qui se rapprochent du Paradis chrétien.

## Chez Hésiode
Hésiode reprend le sujet : « le Tartare brumeux dans le sol aux routes profondes » (Théogonie, 119). Alors que chez Homère, l'Hadès et le Tartare sont séparés, chez Hésiode ils sont superposés, et le Tartare très profond : « Car aussi loin y a-t-il de la Terre à l'humide Tartare. Il faudrait neuf nuits et neuf jours à l'enclume de bronze jetée du ciel pour, au jour dixième, arriver sur la Terre, or l'écart est égal de la Terre à l'humide Tartare, et il faudrait neuf nuits et neuf jours à l'enclume de bronze jetée du sol pour, au jour dixième, arriver au Tartare » (Théogonie, 720-724).
Selon Hésiode, le Tartare serait un des premiers êtres ayant existé.

## Chez Platon
Platon traite du Tartare dans ses mythes eschatologiques : Gorgias 523b, 526b, Phèdre 112a, 112d, 113b, La République, X, 616a. C'est un lieu de punition pour les hommes incurablement injustes, jugées par les juges des morts (Rhadamanthe, Éaque et Minos) : « Mais ceux qui sont jugés incurables en raison de l'énormité de leurs fautes — qu'ils se soient à maintes reprises livrés à de graves pillages dans des lieux sacrés, qu'ils aient de nombreuses fois tué sans motif et au mépris de toutes les lois ou commis tout ce qu'il peut y avoir d'abominations dans cet ordre — ceux-là, le lot qu'il leur convient est d'être jetés au Tartare, d'où jamais ils ne sortent » (Phédon, 113e).

## Chez les chrétiens
Dans le Nouveau Testament, le Tartare est le lieu des anges déchus, ou l'Enfer en général. Apocalypse, 20:1-3 : « Puis je vis un Ange descendre du ciel, tenant à la main la clef de l'Abîme [Tartare]. Il maîtrisa le Dragon, l'antique Serpent, — c'est le Diable, Satan — et l'enchaîna pour mille ans. Il le jeta dans l'Abîme. » Deuxième épître de saint Pierre 2:4 : « Car si Dieu n'a pas épargné les Anges qui avaient péché, mais les a mis dans le Tartare et livrés aux abîmes des ténèbres, où ils sont réservés pour le Jugement… »

## Dans les arts et la culture populaire

### Filmographie

#### Cinéma
- 1997 : Dans Hercule, les Titans sont libérés du Tartare par Hadès.

#### Télévision

##### Documentaire
- 2016 : Les Grands Mythes saison 1 épisode 10 Tartare, les damnés de la terre.

### Sources antiques
- Pseudo-Apollodore, Bibliothèque [détail des éditions] [lire en ligne] (I, 1, 2 ; II, 1, 2).
- Hésiode, Théogonie [détail des éditions] [lire en ligne] (v. 116 et suiv.)
- Homère, Iliade [détail des éditions] [lire en ligne] (VIII, 15).
- Hygin, Fables [détail des éditions] [(la) lire en ligne] (CLII).